# Charles Leesman
Charles James Leesman (né le 10 mars 1987 à Cincinnati, Ohio, États-Unis) est un ancien lanceur gaucher des Ligues majeures de baseball.

## Carrière
Charles Leesman est d'abord drafté par les Twins du Minnesota, qui le choisissent au 40e tour de sélection en 2005, mais il repousse l'offre afin de rejoindre l'équipe des Musketeers de l'Université Xavier à Cincinnati. Il signe un contrat avec les White Sox de Chicago, qui en font leur choix de 11e ronde à la séance de repêchage de 2008.
Leesman, qui est lanceur partant dans les ligues mineures, fait son entrée dans le baseball majeur dans ce rôle alors qu'il amorce au monticule le match des White Sox face à Minnesota le 9 août 2013. Il est par la suite employé comme lanceur de relève par Chicago durant le dernier mois de la saison 2013. En 9 matchs joués pour les Sox en 2013 et 2014, Leesman compte une défaite avec une moyenne de 9 points mérités alloués par partie en 18 manches au monticule.
Il signe un contrat des ligues mineures avec les Pirates de Pittsburgh le 9 janvier 2015.